# Discocyrtus boraceae
Discocyrtus boraceae is een hooiwagen uit de familie Gonyleptidae.